# Moneda de diez pesos mexicanos
La Moneda de diez pesos es la segunda denominación más alta de monedas comunes del peso mexicano. En el anverso, como todas las monedas de peso mexicano, tienen el Escudo Nacional con la leyenda "ESTADOS UNIDOS MEXICANOS", formando el semicírculo superior. El reverso es el centro de la Piedra del Sol, también llamada Calendario Azteca.
Al tener todas las monedas el Escudo Nacional en el anverso, comúnmente la gente piensa que ese es el reverso, ya que, es raro que toda una serie de monedas tengan el mismo diseño como anverso; pero, según el Banco de México oficialmente la cara del Escudo Nacional, coloquialmente llamada "Águila", es el anverso.
Tiene 28 mm de diámetro, siendo la segunda moneda común más grande del peso mexicano (después de las monedas de $20). Su canto es estriado, es decir, tiene "rayitas" continuas de forma vertical en la orilla de la moneda. Su masa es de un total de 10.329 g: 4.75 g del centro y 5.579 g del anillo perimétrico.

## Composición
|                                        | Centro                        | Anillo                          | Total                                        |
| -------------------------------------- | ----------------------------- | ------------------------------- | -------------------------------------------- |
| Composición (Según elementos químico§) | 65% cobre 25% zinc 10% níquel | 92% cobre 2% níquel 6% aluminio | 78.5% cobre 12.5% zinc 6% níquel 3% aluminio |
| Masa (En gramos)                       | 4.75                          | 5.579                           | 10.329                                       |

## Otras denominaciones
|  |  |  |  |  |  |  |  |